# Arctosa cinerea obscura
Arctosa cinerea là một phân loài nhện trong họ Lycosidae.
Loài này thuộc chi Arctosa. Arctosa cinerea obscura được Pelegrin Franganillo-Balboa miêu tả năm 1913.

## Hình ảnh

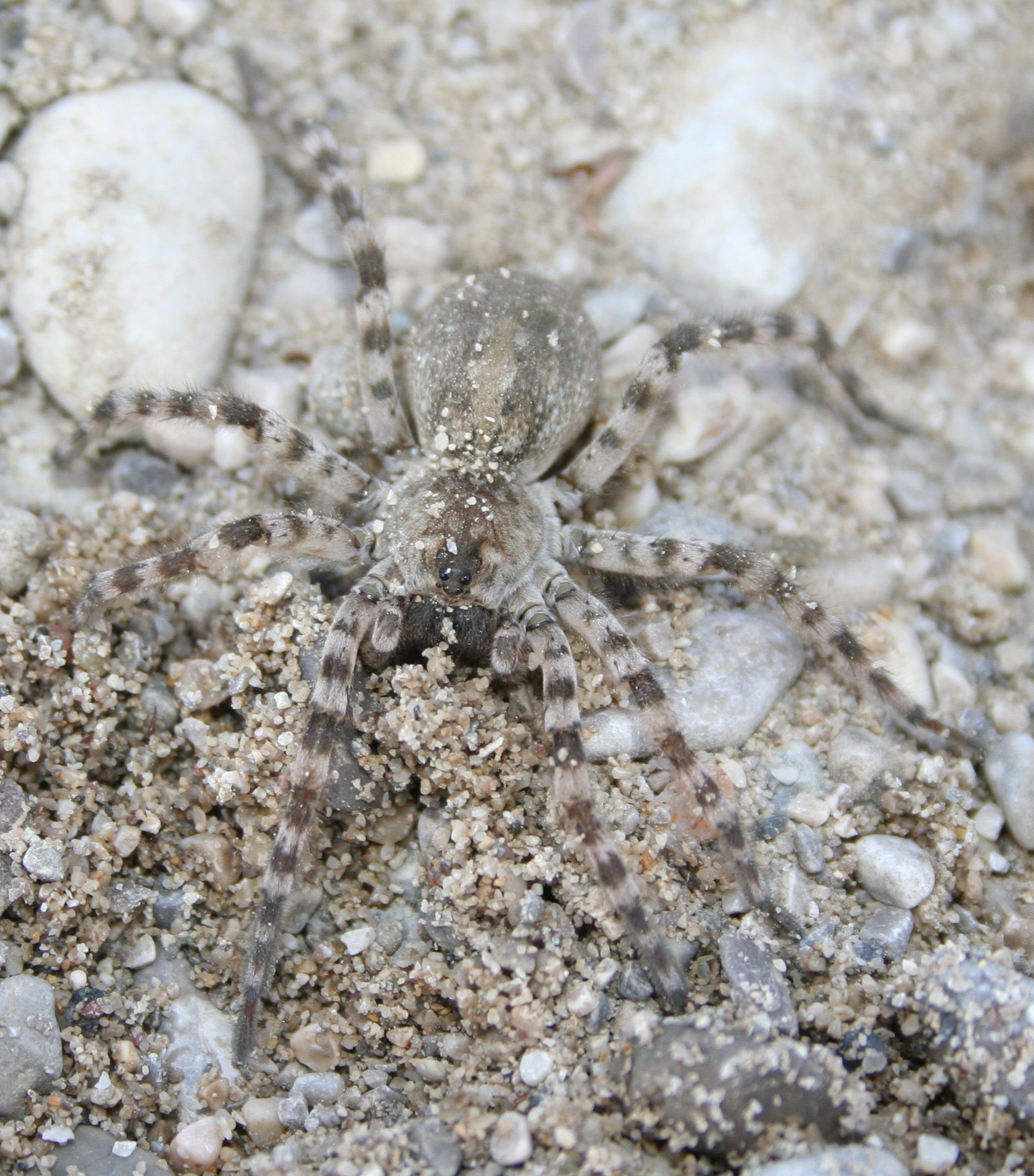
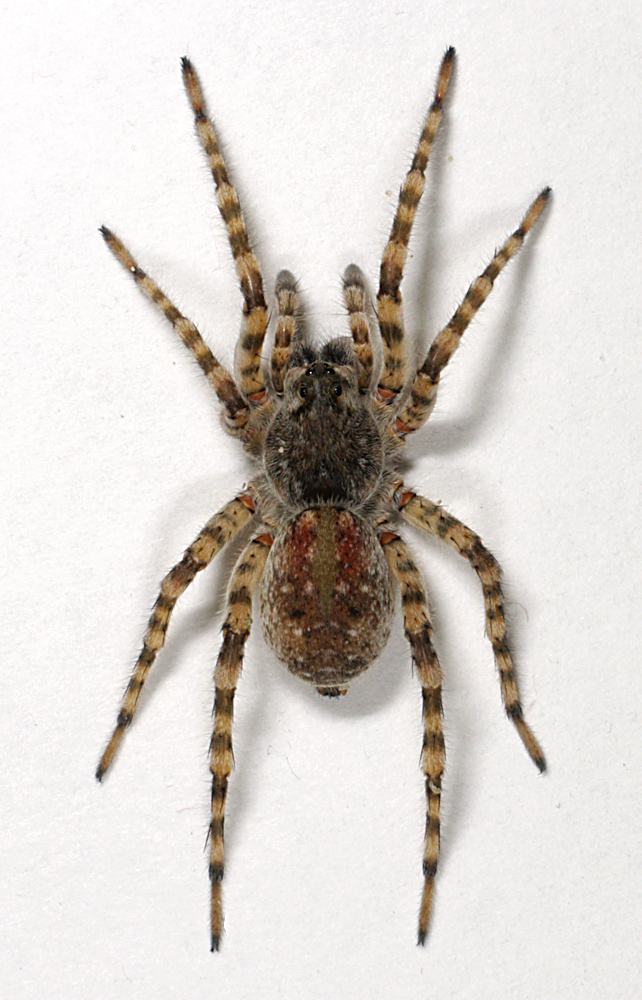